# Heiner Müller
Heiner Müller, nemški dramatik, * 1929, Eppendorf , Nemčija † 1995, Berlin, Nemčija
Heiner Müller je v začetku delal kot urednik in novinar, kasneje pa kot dramaturg in umetniški vodja v Berliner Ensemle, svobodni pisatelj in dramatik. 
Bil je eden največjih nemških intelektualcev zadnjih petdeset let in »simbol« razdvojene Nemčije in s tem dvojnosti Evrope, je bil že od svojega otroštva naprej obsojen na občutke tujstva in nesprejetosti, česar plod je njegov nepogrešljiv in prefinjen cinizem. Njegovo »življenje v dveh diktaturah«, kot je podnaslovil tudi svojo avtobiografijo, je primer življenja vsakega intelektualca, ki s svojo kritično distanco do vsakega represivnega sistema ne more preživeti ugodno, kaj šele lagodno. Pri tem je Müller po padcu berlinskega zidu začel prejemati vsa priznanja in dobil na razpolago ves medijski prostor, ki si ga je prislužil skozi desetletja nepriznavanja na umetniškem in širšem medijskem prostoru. Njegova literatura, predvsem najbolj odmevna za oder spisana dramatika, je največkrat izredno ostra in pronicljiva, vendar popolnoma abstraktna v odslikavi vsakokratnega perečega družbenega dogajanja, v katerem se je trenutno znašel. Z zavestjo, da se v vsaki politični situaciji znajdemo pred istimi vprašanji žrtve in krvnika, države ali nedržave, posameznika in družbe, je mnogokrat presegel ustaljene okvire zahodnoevropskega razmišljanja in postavljal pod vprašaj tudi najbolj samoumevno.

## Življenje in delo
Rodil se je v Vzhodni Nemčiji, v majhnem mestu Eppendorf na Saškem. Njegov oče je bil takrat kot levičar eden izmed prvih žrtev monopola nacionalsocialistične politične stranke v Nemčiji. Ko je bil Müller star štiri leta, so ga priprli; najprej je pristal v preventivnem priporu, kasneje je bil interniran v taborišče, kjer je ostal skoraj leto dni. Ta izkušnja je bila za odraščajočega verjetno odločilna: od takrat je bil nenehno socialno izključen, moral je skrivati svoja od očeta podedovana politična prepričanja, celotno družino je neprestano pestilo materialno pomanjkanje. Po očetovem izpustu se je družina preselila v Waren v Mecklenburg, kjer je Müller obiskoval osnovno šolo in gimnazijo. Leta 1944 je bil vključen v prisilno delo. Konec vojne je šestnajstletnik občutil kot stanje »absolutne svobode«. Dve leti po vojni se je družina preselila nazaj na Saško. Müller je nato naslednje leto maturiral in začel opravljati delo  pomožnega bibliotekarja v mestni knjižnici. Ko je bil leta 1951 njegov oče, tokrat zaradi neposlušnosti sovjetskemu represivnemu sistemu, prisiljen k umiku v Zahodno Nemčijo, se je Müller odločil ostati v Nemški demokratični republiki. 
Preselil se je v Berlin, kjer se je kot asocialni nomad brez stanovanja, rednih dohodkov in socialnih vezi preizkušal kot novinar, kritik in še precej manj uspešno kot pisatelj. Pri društvu pisateljev je spoznal svojo prvo ženo, pisateljico otroške literature in pesnico Inge Schwenkner. Inge je umrla po neštetih poskusih samomora v letu 1966 in pustila za sabo močno podobo in grenak priokus. 
Müller že s svojo tretjo dramo, komedijo Preseljenka ali Življenje na deželi povzroči afero, ko je kritično opozoril na  »razkorak med utopično težnjo (socializem) in prozaično 
realnostjo«, za kar se je moral pisno opravičiti visokim funkcionarjem. Kljub temu je utrpel sankcije in bil izključen iz društva pisateljev in nemškega kulturnega prostora. Šele po dvajsetih letih je doživela Preseljenka svojo drugo uprizoritev. 
V sedemdesetih piše Müller predvsem »tekste za Zahod«. Zahod je namreč njihova edina možnost za uprizoritev. Nastale so predelave antičnih in kasneje tudi Shakespearovih dram kot Ojdip tiran, Filoktet, Heraklej 5, Prometej, Macbeth, Horacijevec itd. Kot v prejšnjih se v njih ukvarja z realnostjo Nemške demokratične republike. To so drame o »socialistični zgodovini v 'patu', ki se vrtijo okrog tragičnosti stalinistične deformacije utopije, okrog dialektike ideala in resničnosti, razmerja med védenjem in močjo, opravka z nasiljem v (socialistični) zgodovini in vprašanja legitimacije žrtev revolucionarnih procesov.« Veliko zanimanje, ki ga Müller povzroči na Zahodu, napove skorajšnjo neizpodbitno rehabilitacijo tudi na Vzhodu. 
V osemdesetih, predvsem po padcu berlinskega zidu, Müller postane avtor svetovnega merila, popikona in kultna figura obenem, »ki si ga nobena oblast ni uspela podrediti in ki je ubežal vsakršnemu nakazujočemu se položaju moči«. Od leta 1989 je bil direktor Berliner Ensembla, bivšega Brechtovega teatra, in režiser v Deutsches Theater, kjer je na oder postavil svoje nekatere dotlej prepovedane drame kot Revolver in Hamletmašina (kot nepozabni osemurni uprizoritveni maraton).